# Chili aux Jeux olympiques d'hiver de 1988
Le Chili participe aux Jeux olympiques d'hiver de 1988, qui ont lieu à Calgary au Canada. Ce pays, représenté par cinq athlètes en ski alpin, prend part aux Jeux d'hiver pour la neuvième fois de son histoire. Le porteur de drapeau est Nils Linneberg. Le pays ne remporte pas de médaille à ces jeux.

## Délégation
Le tableau suivant montre le nombre d'athlètes chiliens dans chaque discipline :
| Sport     | Hommes | Femmes | Total |
| --------- | ------ | ------ | ----- |
| Ski Alpin | 5      | 0      | 5     |
| Total     | 5      | 0      | 5     |

## Résultats

### Ski alpin
| Athlète              | Épreuve      | Manche 1        | Manche 2        | Total           | Total           |
| Athlète              | Épreuve      | Temps           | Temps           | Temps           | Rang            |
| -------------------- | ------------ | --------------- | --------------- | --------------- | --------------- |
| Dieter Linneberg     | Descente     |                 |                 | 2 min 11 s 16   | 42              |
| Nils Linneberg       | Descente     |                 |                 | 2 min 09 s 83   | 41              |
| Nils Linneberg       | Super-G      |                 |                 | N'a pas terminé | N'a pas terminé |
| Paulo Oppliger       | Super-G      |                 |                 | 1 min 49 s 71   | 37              |
| Juan Pablo Santiagos | Super-G      |                 |                 | 1 min 48 s 74   | 33              |
| Nils Linneberg       | Slalom géant | N'a pas terminé | N'a pas terminé | N'a pas terminé | N'a pas terminé |
| Paulo Oppliger       | Slalom géant | 1 min 13 s 16   | 1 min 10 s 60   | 2 min 23 s 76   | 44              |
| Juan Pablo Santiagos | Slalom géant | 1 min 12 s 69   | 1 min 08 s 78   | 2 min 21 s 47   | 40              |
| Mauricio Rotella     | Slalom géant | 1 min 12 s 40   | 1 min 10 s 73   | 2 min 23 s 13   | 43              |
| Paulo Oppliger       | Slalom       | Disqualifié     | Disqualifié     | Disqualifié     | Disqualifié     |
| Mauricio Rotella     | Slalom       | N'a pas terminé | N'a pas terminé | N'a pas terminé | N'a pas terminé |
| Juan Pablo Santiagos | Slalom       | 1 min 00 s 31   | 55 s 51         | 1 min 55 s 82   | 25              |

| Athlète              | Épreuve | Descente        | Slalom          | Slalom          | Total           | Total           |
| Athlète              | Épreuve | Temps           | Temps 1         | Temps 2         | Points          | Rang            |
| -------------------- | ------- | --------------- | --------------- | --------------- | --------------- | --------------- |
| Nils Linneberg       | Combiné | N'a pas terminé | N'a pas terminé | N'a pas terminé | N'a pas terminé | N'a pas terminé |
| Juan Pablo Santiagos | Combiné | 1 min 58 s 52   | 49 s 18         | 47 s 91         | 224,20          | 23              |
| Paulo Oppliger       | Combiné | 1 min 57 s 65   | 51 s 54         | Disqualifié     | Disqualifié     | Disqualifié     |
| Dieter Linneberg     | Combiné | 1 min 55 s 97   | N'a pas terminé | N'a pas terminé | N'a pas terminé | N'a pas terminé |